# Musa Aydın
Musa Aydın (Samsun, 1º novembre 1980) è un ex calciatore turco, di ruolo centrocampista o attaccante.